# 猫条虫
猫条虫（ねこじょうちゅう、学名：Hydatigera taeniaeformis）とは、円葉目テニア科に属する条虫の1種。成虫の体長は15〜60cm、体幅は3〜5mm、頭節に4個の吸盤と額嘴を有する。虫卵はエキノコックス属条虫の虫卵との鑑別が困難である。中間宿主は齧歯類、終宿主はネコ、キツネ。猫条虫の虫卵は糞便とともに外界へと排出され、中間宿主が虫卵を摂取することにより中間宿主の腸管で六鉤幼虫に発育する。六鉤幼虫は血行性に肝臓へ移動し、帯状嚢尾虫 (Cysticercus fasciolaris)に発育する。帯状嚢尾虫は終宿主に摂取されることによりその体内に移動する。原頭節が小腸粘膜に吸着し、成虫へと発育する。

## 分類
古典的には幼虫の段階ですでに分節状となっている(Strobilocercus)ことからHydatigera属に分類していたが、20世紀後半にはテニア科条虫の大部分をテニア属に統合する体系が用いられ、猫条虫はTaenia taeniaeformisとされた。21世紀になってからの分子系統解析に基づく再検討によると、猫条虫とその近縁種は狭義テニア属と近縁ではあるが独立した単系統群となるため、再度別属として独立させることが提唱されている。